# Erik Charpentier
Pour les articles homonymes, voir Charpentier (homonymie).
Carl Erik Charpentier est un gymnaste artistique suédois né le 17 août 1897 à Sölvesborg en Suède et mort le 17 février 1978 à Lund en Suède.

## Biographie
Erik Charpentier fait partie de l'équipe de Suède qui remporte la médaille d'or en système suédois aux Jeux olympiques d'été de 1920 se tenant à Anvers.